# Pterygota (planta)
Pterygota es un género de plantas de la subfamilia Sterculioideae dentro de la familia Malvaceae.  Contiene 25 especies.

## Especies seleccionadas
- Pterygota adolfi
- Pterygota friederici
- Pterygota alata (Roxb.) R.Br. - tula de la India[1]
- Pterygota amazonica
- Pterygota aubrevillei
- Pterygota augouardii

## Sinonimia
- Basiloxylon.